# Be with you (Aice5の曲)
「Be with you」（ビー・ウィズ・ユー）は、Aice5の楽曲で、7枚目のシングルである。2015年9月30日に発売された。発売元はEVIL LINE RECORDS。
2007年の解散から8年後となる2015年に結成10周年をむかえ、それを期に発売したシングルである。表題曲のミュージック・ビデオ、後に2015年リリースの『Aice5 ALL SONGS COLLECTION』初回限定盤のDVDに収録された。
カップリング曲の「あなたのお口にAice5クリーム」は、妹分ユニットであるイヤホンズの曲「あなたのお耳にプラグイン!」を、原曲の作詞・作曲を担当したエンドウ.（GEEKS）、そしてAice5のメンバーによってリアレンジされたもの。イヤホンズのシングル「光の先へ」との同時発売となった。

## 収録曲
1. Be with you
  - 作詞・作曲・編曲：清竜人
2. あなたのお口にAice5クリーム!
  - 作詞：エンドウ.（GEEKS）、Aice5／作曲・編曲：エンドウ.（GEEKS）
3. Partyしようよ!
  - 作詞：あさのますみ／作曲・編曲：大川茂伸
4. Be with you（off vocal ver.）
5. あなたのお口にAice5クリーム!（off vocal ver.）
6. Partyしようよ!（off vocal ver.）

## 収録アルバム
- Aice5 ALL SONGS COLLECTION（#1,2,3）
- EVIL A LIVE（#1）